# Can Rita (Sant Vicenç de Montalt)
Can Rita és una casa de Sant Vicenç de Montalt (Maresme) inclosa a l'Inventari del Patrimoni Arquitectònic de Catalunya.

## Descripció
Casa de planta baixa i pis que fa cantonada. Les obertures són de pedra. Té un cos més alt amb finestres més grans. Coberta de teules a dues aigües al cos central i a quatre vessants la de torre.
Reformada l'any 1958, aquestes modificacions tot i mimètiques no desmereixen el conjunt. Jardí petit a davant.